# Maxime Pauty
Maxime Pauty (Clamart, 20 de junio de 1993) es un deportista francés que compite en esgrima, especialista en la modalidad de florete.
Participó en dos Juegos Olímpicos de Verano, obteniendo dos medallas en la prueba por equipos, oro en Tokio 2020 (junto con Erwann Le Péchoux, Enzo Lefort y Julien Mertine) y bronce en París 2024 (con Maximilien Chastanet, Enzo Lefort y Julien Mertine).
Ganó dos medallas en el Campeonato Mundial de Esgrima, en los años 2019 y 2025, y cuatro medallas en el Campeonato Europeo de Esgrima, en los años 2019 y 2025. En los Juegos Europeos de Cracovia 2023 consiguió una medalla de plata en la prueba por equipos.

## Palmarés internacional
| Juegos Olímpicos   | Juegos Olímpicos      | Juegos Olímpicos  | Juegos Olímpicos    |
| Año                | Lugar                 | Medalla           | Prueba              |
| ------------------ | --------------------- | ----------------- | ------------------- |
| 2020               | Tokio (Japón)         | Medalla de oro    | Florete por equipos |
| 2024               | París (Francia)       | Medalla de bronce | Florete por equipos |
| Campeonato Mundial |                       |                   |                     |
| Año                | Lugar                 | Medalla           | Prueba              |
| 2019               | Budapest (Hungría)    | Medalla de plata  | Florete por equipos |
| 2025               | Tiflis (Georgia)      | Medalla de bronce | Florete individual  |
| Juegos Europeos    |                       |                   |                     |
| Año                | Lugar                 | Medalla           | Prueba              |
| 2023               | Cracovia (Polonia)    | Medalla de plata  | Florete por equipos |
| Campeonato Europeo |                       |                   |                     |
| Año                | Lugar                 | Medalla           | Prueba              |
| 2019               | Düsseldorf (Alemania) | Medalla de oro    | Florete por equipos |
| 2024               | Basilea (Suiza)       | Medalla de oro    | Florete por equipos |
| 2024               | Basilea (Suiza)       | Medalla de bronce | Florete individual  |
| 2025               | Génova (Italia)       | Medalla de plata  | Florete por equipos |